# 팀부 시티 FC
팀부 시티 FC는 부탄의 축구단이다. 현재 부탄 프리미어리그에 참가하고 있다.
2017, 2021시즌 AFC컵에 진출했으나 모두 예선에서 탈락했다.

## 우승
- 부탄 프리미어리그: 2016, 2020
- 부탄 슈퍼리그: 2016, 2017

## 선수 명단

### 현역
- 첸초 겔첸(2017, 2024 ~ )
- 카르마 쉐링(2013 ~ )